# Haining Open
Die Haining Open waren ein Profi-Snookerturnier, das 2014 und 2015 in der chinesischen Stadt Haining als Minor-ranking-Turnier und als Teil der Players Tour Championship ausgetragen wurde. Die beiden Gewinner der Ausgaben, der Engländer Stuart Bingham und Lokalmatador Ding Junhui, sind mit je einem Titel Rekordsieger, das höchste Break der Turniergeschichte spielte der Waliser Ryan Day mit seinem Maximum Break während der Erstausgabe.

## Geschichte
Die Erstausgabe des Turnieres wurde Mitte Oktober 2014 als zweites Event der sogenannten Asian Tour, der asiatischen Teiltour der Players Tour Championship, im Haining Sports Centre in Haining ausgetragen. Die Players Tour Championship, kurz PTC, war eine Serie von Minor-ranking-Turnieren, die in Europa und Asien stattfanden und lokalen Amateuren über eine Amateur-Qualifikation das Erlangen von Spielerfahrung gegen Profispieler ermöglichte. Sponsor des Turnieres war China Leather City; insgesamt wurde ein Preisgeld von 51.000 Pfund Sterling ausgeschüttet. Insgesamt nahmen 131 Spieler, mehrheitlich Amateure, am Turnier teil. Von diesen konnten sich schließlich die Engländer Stuart Bingham und Oliver Lines durchsetzen; Bingham, der wenig später die Snookerweltmeisterschaft 2015 gewann, siegte mit 4:0. Das höchste Break spielte der Waliser Ryan Day mit seinem Maximum Break.
Ungefähr im selben Zeitraum folgte im Oktober 2015 die zweite Ausgabe, diesmal als erstes Event der Asian Tour. Erneut war das Haining Sports Centre der Austragungsort des Turnieres, diesmal gab es allerdings keinen Sponsor. Trotzdem gab es diesmal insgesamt 70.000 £ an Preisgeld zu gewinnen, der Sieger des Turnieres erhielt alleine 13.500 £. Von den 148 Teilnehmern erreichten der Engländer Ricky Walden und der chinesische Lokalmatador Ding Junhui das Finale, das Ding mit 4:3 knapp für sich entscheiden konnte. Mit Tian Pengfei und dessen 135er-Break spielte ein weiterer chinesischer Spieler auch das höchste Break der Ausgabe. Anschließend folgten keine weiteren Ausgaben mehr. Allerdings wurden auf Amateurebene weitere Ausgaben der Haining Open mit Profibeteiligung ausgespielt; 2019 siegte beispielsweise der Thailänder Thepchaiya Un-Nooh im Finale gegen Li Hang.

## Sieger
| Jahr                                 | Austragungsort                       | Sieger                               | Ergebnis                             | Finalist                             | Sponsor                              | Saison                               |
| Haining Open – Minor-ranking-Turnier | Haining Open – Minor-ranking-Turnier | Haining Open – Minor-ranking-Turnier | Haining Open – Minor-ranking-Turnier | Haining Open – Minor-ranking-Turnier | Haining Open – Minor-ranking-Turnier | Haining Open – Minor-ranking-Turnier |
| ------------------------------------ | ------------------------------------ | ------------------------------------ | ------------------------------------ | ------------------------------------ | ------------------------------------ | ------------------------------------ |
| 2014                                 | Haining – Haining Sports Centre      | Stuart Bingham                       | 4:0                                  | Oliver Lines                         | China Leather City                   | 2014/15                              |
| 2015                                 | Haining – Haining Sports Centre      | Ding Junhui                          | 4:3                                  | Ricky Walden                         | –                                    | 2015/16                              |